# Molvice
Molvice is een plaats in de gemeente Samobor in de Kroatische provincie Zagreb. De plaats telt 566 inwoners (2001).